# Cartoful în filatelie
Există foarte puține timbre consacrate cartofului. Se pare că prima serie de mărci poștale pe care apare cartoful este cea din 1956 emisă în Franța în memoria cunoscutului pionier al acestei plante, Antoine-Augustin Parmentier.  Pe timbru apare Antoine-Augustin Parmentier și flori de cartof. Prima scrisoare jubiliară a fost trimisă din Franța pe 20 octombrie 1956.
Pe un timbru poștal din Liechtenstein (Furstentum Liechtenstein) apar tuberculi de cartof, timbrul prezintă o femeie care curăță cartofi.
În Cehoslovacia și Uniunea Sovietică (1964) au apărut timbre poștale cu flori și cu tuberculi. În 1967 apare o serie de timbre poștale în Austria cu ocazia unui congres de protecție a plantelor la Viena. Pe timbrul austriac apare gândacul de Colorado (Leptinotarsa decemlineata) pe frunze de cartof. Un timbru asemănător (gândac de Colorado pe frunze de cartof) a apărut și în România (Poșta R.P.Romînă, 22 bani).

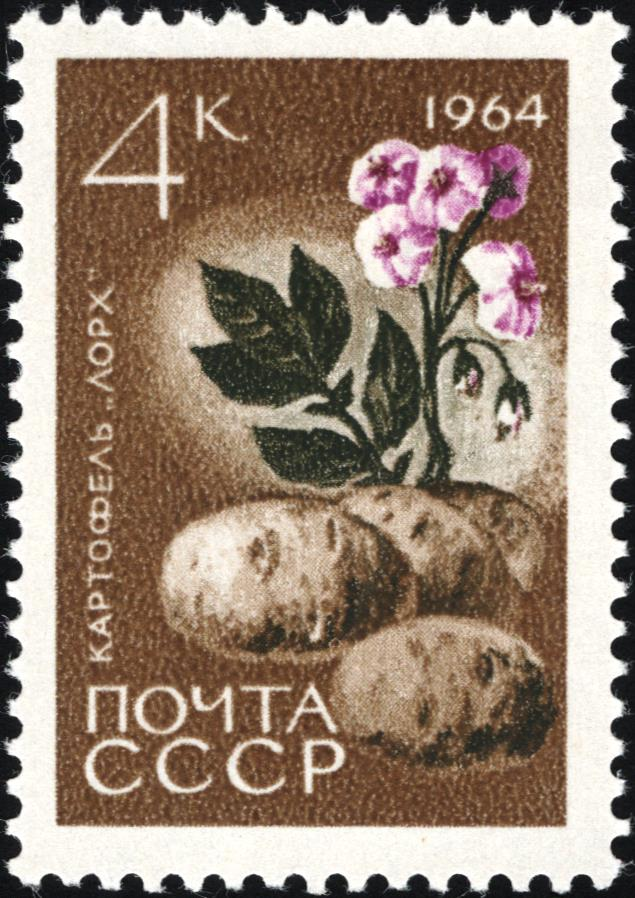
1964, Marcă poștală din Uniunea Sovietică